# Lesorez
Lesoréz (tudi ksilografíja, iz grščine ξύλον, ksýlon, »les«), je ena od vej likovne umetnosti, pri kateri se z žlebičastimi dleti in raznimi noži reže v leseno ploščo.
Lesorez je lahko:
- dekorativen umetniško-obrtni izdelek narejen v lesu;
- slika, ki jo umetnik naredi tako, da jo najprej vreže v ravno površino lesa, potem premaže s tiskarsko barvo in jo nato prenese na papir. Tako so bile natisnjene tudi prve Gutenbergove knjige.

Samostojno umetniško tradicijo ima lesorez od 7. oziroma 8. stoletja na Kitajskem in Japonskem, vrhunec pa je dosegel v 17. stol. na Kitajskem. Od sredine 17. do 19. stoletja ustvarjajo japonski umetniki tudi barvne lesoreze. Evropska umetnost lesoreza pa se je razvila okoli leta 1400, ko so začeli posnemati orientalsko tehniko tiskanje vzorcev na tkanino, vrhunec pa dosegla v knjižni ilustraciji 15. stoletja ter z deli Albrechta Dürerja, Hansa Burgkmairja in Hansa Holbeina mlajšega in drugih.